# Onze-Lieve-Vrouwekerk (Zonnebeke)

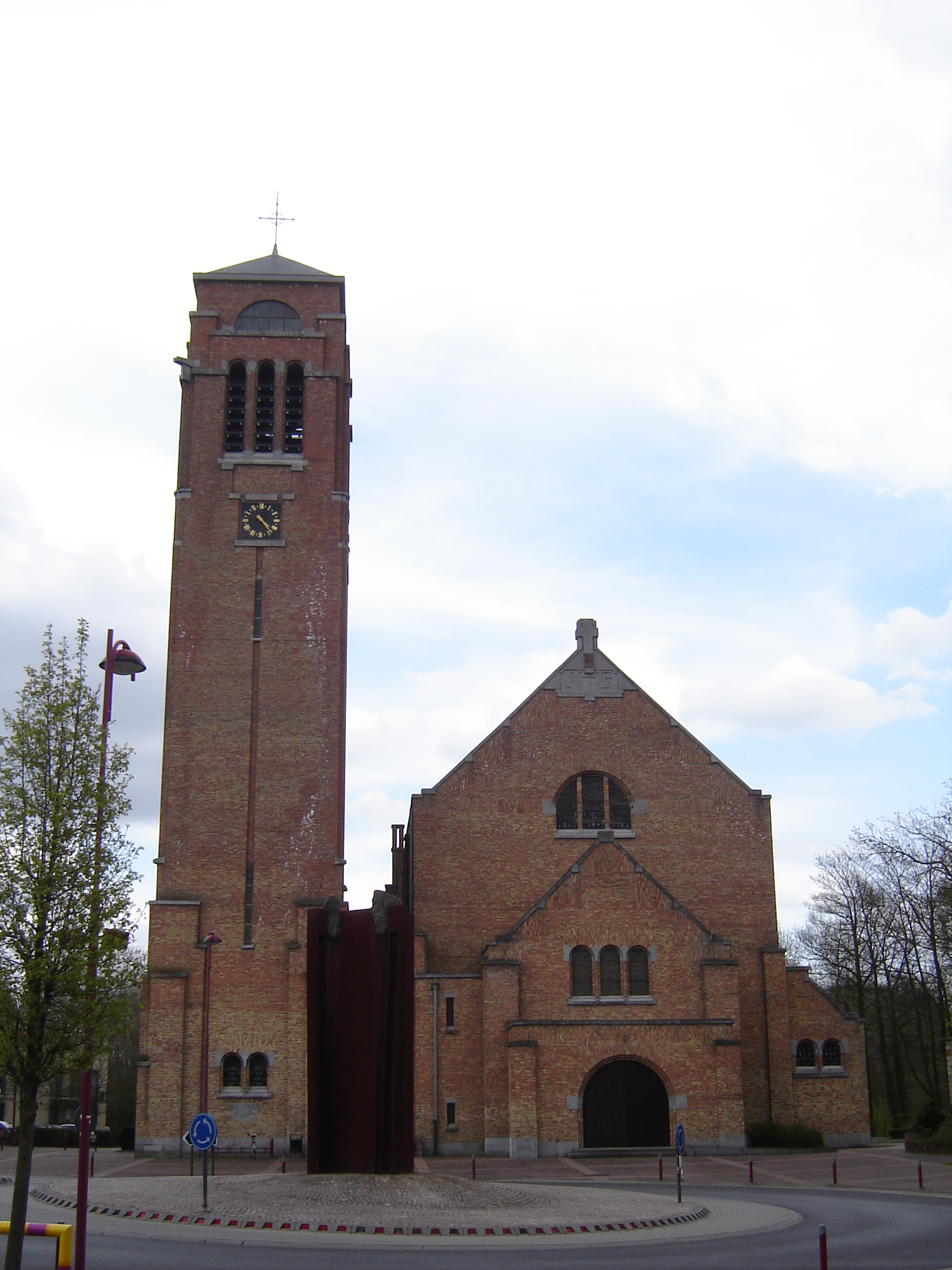
Zonnebeke - Onze-Lieve-Vrouwekerk

De Onze-Lieve-Vrouwekerk is een kerkgebouw in Zonnebeke.

## Geschiedenis
Voor de Eerste Wereldoorlog gingen delen van de kerk terug tot de Augustijnenabdij Zonnebeke in de 11de eeuw. Vooral tijdens de bloeiperiode van de abdij eind 17de en in de 18de eeuw werd de abdijkerk verbouwd en fors uitgebreid. Wanneer Franse revolutionairen in 1797 de abdij confisqueren en de kloosterlingen verjagen is het oorspronkelijke bouwplan nog niet helemaal afgewerkt. Onder Franse bezetting werden de marmeren vloer en het koorgestoelte weggehaald. De rest van de abdij werd verkocht en in de daarop volgende decennia afgebroken. In 1914 bleven enkel nog de abtswoning, omgevormd tot kasteel en de neerhof met ommuurde moestuin over van het abdijcomplex. Ook de abdijkerk, dan de Zonnebeekse parochiekerk bleef over. Ze was in de jaren 1870 voltooid naar het tijdens de abdijtijd gewenste uitzicht.
De kerk liep reeds in het begin van de Eerste Wereldoorlog aanzienlijke schade op. Tijdens De Derde Slag om Ieper in 1917 werd ze volledig tot puin herleid.
De grondvesten van de vroegere abdijkerk zijn nog steeds zichtbaar in het huidige kasteeldomein van Zonnebeke. Ze zijn net als andere vroege abdijgebouwen gevisualiseerd met verhardingen in de abdijtuin. In het park tonen borduren en hagen daarnaast ook de positie van de rest van het complex markeert. Britse troepen legden onder de funderingen van de vernielde kerk de Zonnebeke Church Dugout aan.
Na de Eerste Wereldoorlog werd de kerk herbouwd. Eerst kwam er een noodkerk, die op 5 september 1919 was voltooid. Op het einde van 1919 waren 217 Zonnebekenaren teruggekeerd. Voor de wederopbouw werd door het Hoog Commisariaat voor de Wederopbouw telkens één architect aangesteld voor een streek van een drietal gemeenten. Huib Hoste werd aangewezen als architect en urbanist en zou de nieuwe kerk en bijhorende pastorij bouwen. Hoste was een uitgesproken modernist en zou een moderne, kubistische stijl hanteren. Eerst weigerde Hoste wijzigingen in het ontwerp op de aanvraag van de pastoor uit te voeren, maar na heel wat discussies mocht hij dan toch zijn ding doen. Een aanpassing in het ontwerp was o.a. de toevoeging van rondbogen. Ook waren er zware bouwtechnische problemen: het enorme middenschip scheurde na verloop van tijd open waardoor een deel van de sacristie instortte en trekstangen in de nok werden geplaatst.
De pastoor zou nooit tevreden zijn met het resultaat. Daarom liet hij een grote afsluitingsmuur rond de kerk bouwen en liet hij alle meubels, uitgezonderd van het hoofdaltaar, vervangen door andere die helemaal niet in Hoste's plaatje pasten. De pastoor heeft ook resoluut geweigerd om in deze pastorij te wonen. Later werden op dit gebouw schuine daken met dakpannen geplaatst vanwege waterlekken. Deze werden in recente tijden weggehaald en het intussen beschermde gebouw werd in ere hersteld. Sinds 2014 is in de vroegere pastorie het Passchendaele Research Center gevestigd. Dit kenniscentrum omvat de documentaire collecties van het Memorial Museum Passchendaele 1917 en de Heemkring van Zonnebeke. De archieven kunnen in een leeszaal in het gebouw worden geraadpleegd.

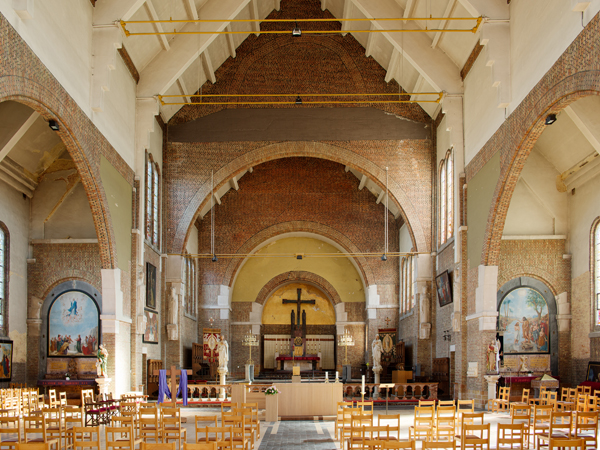
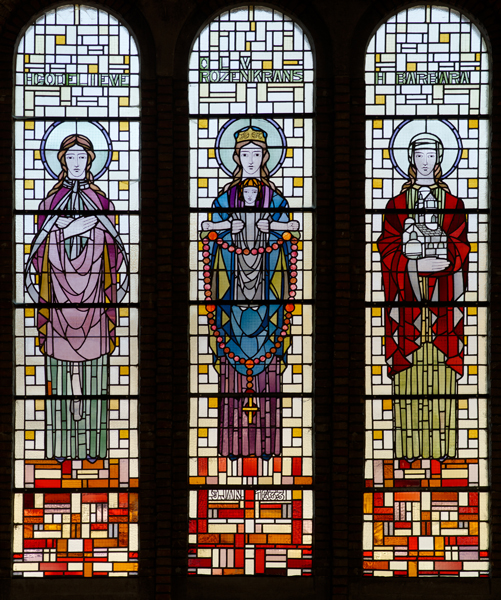
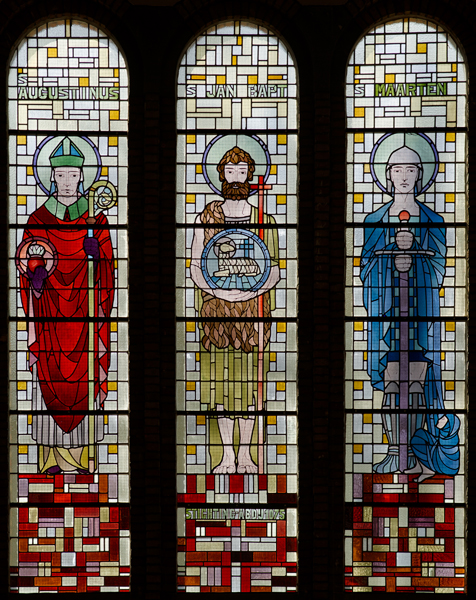
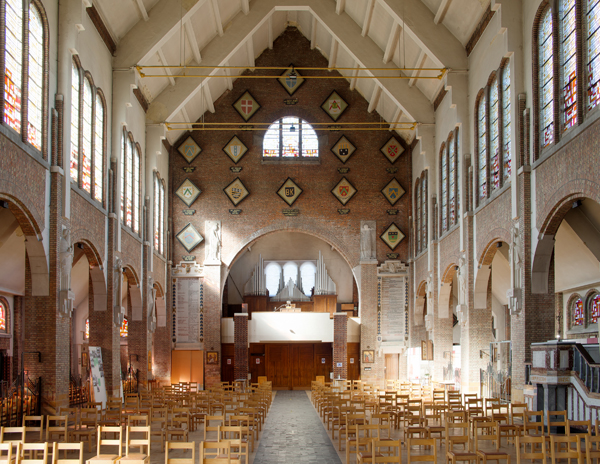

## Architectuur
Hoewel Hoste een grote voorstander was van de moderne architectuur, had hij groot respect voor andere bouwwerken en stijlen. Daarom stond hij erop om de kerk niet te bouwen op de grondvesten van de restanten van de vorige kerk, zodat deze later belangrijk erfgoed zou kunnen zijn. Vanwege allerlei zaken zoals grondeigendommen werd de kerk dan toch deels op dezelfde plaats gebouwd zoals de vorige kerk.
Hoste vond de goedkeuring voor zijn ontwerp van de kerk bij het gemeentebestuur van Zonnebeke, hoewel de pastoor er tegen was. Toch botste het uiteindelijke resultaat zo hard met de kerkraad, lokale bevolking e.d. dat er geen vervolg meer kwam aan Hostes wederopbouwarchitectuur in deze streken. Dat blijkt ook uit de brievencorrespondentie over de bouw van de Kerk te Geluveld, waar de kerkraad resoluut Hostes bouwplannen verwerpt. ‘Wij willen geen tweede Zonnebeke, daar wij ten slotte altijden een kerk als vroeger vroegen, te weten gothieksch, en niet willen van een nieuwsoortige bouwtrant beklaagd bijvoorbeeld te Zonnebeke en verworpen te Becelaere; en tegen onze eischen in de heer Hosten in zijn laatste plans nog met kubieke façade en kubieke pinnelooze toren voorkomt'.
De toren werd destijds gebouwd met een materiaallift die tot boven ging. Op 12 april 1924 gebeurde hiermee een dodelijk ongeval. De kabel van de lift knapte en er 6 doden vielen en 1 zwaargewonde. De eerste tekeningen van Hostes kerk tonen overigens een veel hogere toren. De reden waarom ze minder hoog werd gebouwd was mogelijk van financiële aard, al zullen bouwtechnische problemen ook een grote rol hebben gespeeld. Zoals het incident met de scheurende muren al aangaf waren de ontwerpen van Hoste niet altijd zeer geslaagd op bouwtechnisch vlak.
Hoste ontwierp de glas-in-loodramen samen met Jules Fonteyne in hun aangepaste abstracte stijl. De aangepaste motieven missen voor een deel hun bedoeling doordat de werklieden de symmetrie niet hebben gerespecteerd bij het plaatsen van de ramen. De abstracte motieven zijn per drie gegroepeerd: alle afgebeelde figuren zijn ‘mannelijk’:
- Sint-Augustinus: van de vroegere Augustijnenabdij. (zie hoofdstuk ‘Zonnebeekse kerk voor WO1’)
- Sint–Maarten: patroonheilige van de dekenij* en het vroegere bisdom Ieper.
- Sint-Jan: al eeuwenlang vereerd te Zonnebeke tegen kinderziekten.
- verzamelnaam voor kerkelijke parochies

Het altaar is zo geplaatst, dat het vanaf elke plaats goed zichtbaar is. Het meubilair werd ontworpen door Hoste en Fonteyne. Later heeft de pastoor het meeste laten weghalen, behalve het calvariekruis en het altaar. De pastoor plaatste meubels die volledig vreemd waren aan Hoste's stijl.

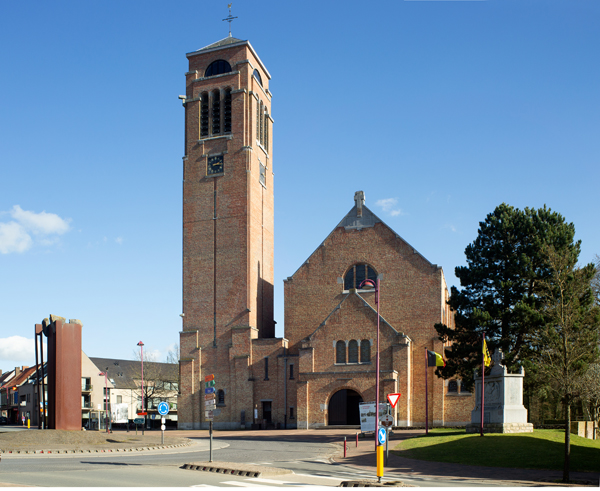
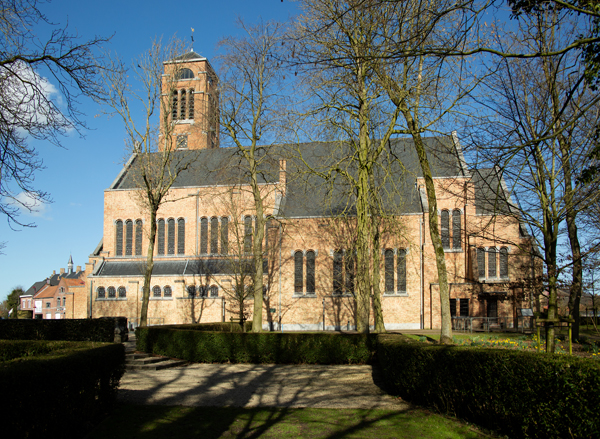
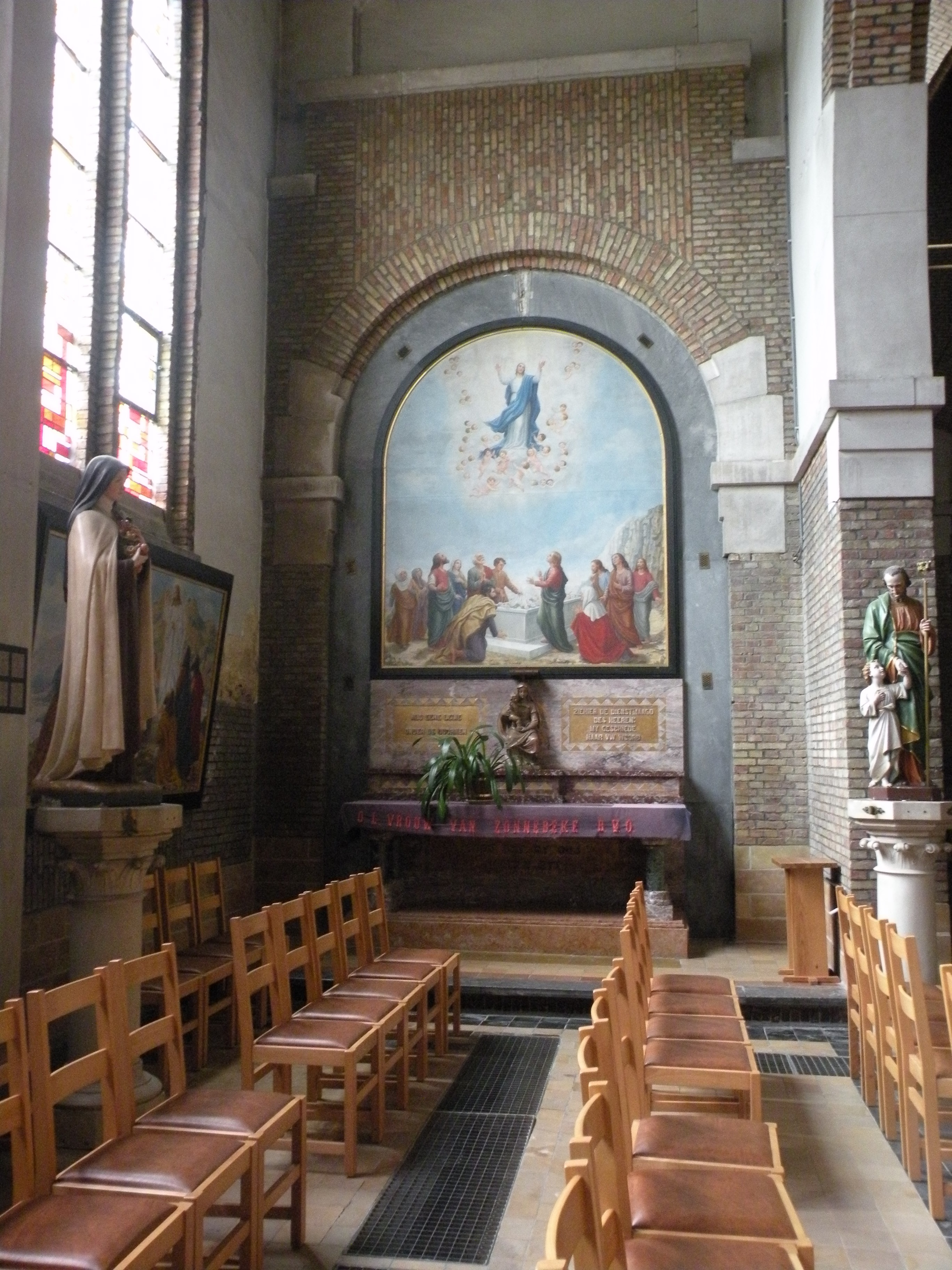
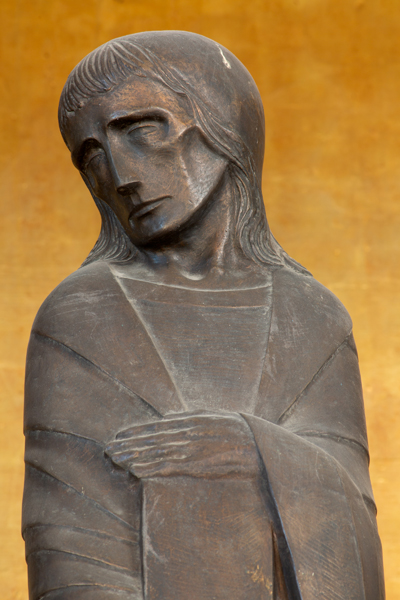